# TV3 (Malezja)
TV3 – malezyjska stacja telewizyjna. Została uruchomiona w 1984 roku.